# 엽살경찰
《엽살경찰》(영어: Maniac Cop) 혹은 매니악 캅: 엽살경찰은 미국에서 제작된 윌리엄 러스티그 감독의 1988년 슬래셔 영화이다. 래리 코언이 각본과 제작을 맡았다. 브루스 캠벨, 톰 앳킨스 등이 출연하였다.
1990년 속편 비디오 영화 《매니악 캅 2: 코델》이 출시되었다.

## 줄거리
뉴욕 식당 종업원 캐시 필립스는 귀가 중에 강도 2인조에게 쫓긴 끝에 경찰관으로 보이는 남자를 마주치고 도움을 청한다. 그러나 이 경찰관 복장의 사내는 손으로 캐시의 목을 쥐고 공중에 들어올려 그대로 목을 꺾어버린다.
통칭 미치광이 경찰("Maniac Cop")이라 불리게 된 이 살인광은 이후 이틀 밤 연속 살인을 벌이며 음주 운전을 한 젊은 남자를 경봉에서 뽑아낸 칼로 찌르고 사업가는 수갑을 채운 뒤 시멘트에 처박는다. 지서장 리플리는 용의자가 경찰관 제복을 입고 있었다는 목격자 증언을 외부에 발설하지 말 것을 주문한다. 하지만 동료를 잃고 자살 시도를 한 전적이 있는 프랭크 매크레이 경위는 시민 보호 목적에서 이 사실을 기자에게 흘리고 만다.
프랭크의 의도와 달리 극심한 공황 상태에 빠진 시민들이 순찰을 도는 경찰관들을 총으로 쏴죽이는 사고가 발생한다. 한편 엘런은 경찰관 남편 잭을 범인으로 의심해 모텔로 쫓아간다. 잭이 동료 경관 테리사와 있는 걸 보고 충격을 받고 뛰쳐나간 앨런은 미치광이 경찰에게 납치 살해된다. 엘런의 살해 용의자로 잭이 체포되자 프랭크는 잭이 누명을 썼다고 믿고 불륜 관계에 관해 캐묻는다. 한편 테리사는 창녀로 위장해 잠입 수사를 나갔다가 미치광이 경찰에게 공격을 당한다. 프랭크는 장갑을 끼고 있음에도 닿으면 죽은 사람처럼 차가운 체온이 느껴지고 숨을 전혀 쉬지 않는 이 미치광이 경찰에게 여러 번 총알을 발사하지만 그는 전혀 동요하지 않는다.
테리사는 프랭크의 아파트에 몸을 숨기고, 프랭크는 잭과 테리사의 불륜 관계를 유일하게 알고 있었으며 지팡이를 짚고 다니는 경관 샐리의 뒤를 밟아 한 창고에 도착한다. 프랭크는 용의자를 만난 샐리가 그를 맷이라고 부르며 무차별 살인을 그만두라고 호소하는 걸 엿듣는다. 경찰서로 돌아온 프랭크는 매슈(맷) 코델의 서류를 찾는다. 매슈 코델은 최소 5명의 범죄자를 죽였고 수사 중 가혹 행위를 저질렀으며 부패한 시청을 궁지에 몰아넣다가 싱싱 교도소에 수감됐던 경찰이었고, 교도소 샤워실에서 난도질을 당한 끝에 죽은 걸로 돼있었다. 시장 제리 키릴엄은 마피아 거물들을 쫓던 코델이 형무소에 들어가면 어찌될지 잘 알면서 마피아 졸개들에게 그를 먹이로 던져줬던 것이다. 한편 코델이 유죄 판결을 받은 뒤 자살을 시도한 끝에 다리를 절게 된 약혼자 경찰이 있었는데, 그게 바로 샐리였다.
프랭크와 테리사는 구치소에 있는 잭에게 매슈 코델이 진범이며 싱싱 교도소 주검시관을 만나 진상을 확인해볼 예정이라고 알린다. 프랭크는 서 사무실에 들렸다가 코델이 이제 쓸모없는 존재가 된 자신을 죽일 거라고 확신하여 겁에 질려있는 샐리에게 공격을 당한다. 곧 샐리는 허리띠로 천장에 목이 매달린 한 경찰관 시신을 발견하고 경악한다. 코델은 샐리를 벽에 수차례 내리쳐 죽인 뒤 프랭크를 창밖으로 던져 살해한다. 주변에 있던 경관들이 전부 죽어있는 걸 발견한 잭과 테리사는 함께 취조실에서 나와 도망치고, 잭은 프랭크인 척하며 테리사와 함께 싱싱 교도소 검시관을 만난다. 검시관은 부검시에 코델이 살아있는 걸 발견했지만 뇌사 상태라고 짐작해 샐리에게 넘겨줬다고 고백한다.
50번째 성 패트릭의 날 행렬이 시작되고, 테리사는 국장 파이크와 서장 리플리에게 코델에 대해 경고한다. 하지만 이들은 프랭크가 죽기 전 경찰 내부에 여성 조력자가 있다고 남긴 음성 메시지를 토대로 테리사를 체포할 뿐이다. 테리사의 만류에도 불구하고 행렬을 보러 나가기로 한 둘은 코델에게 칼로 찔려 죽고, 코델은 테리사를 감시하기 위해 남았던 경관 파울러도 죽인다. 테리사는 창을 통해 도망치고, 잭은 밖에 있던 경관들에게 다시 체포돼 경찰 승합차 안에 갇힌다. 이 승합차를 코델이 강탈해 창고 은신처로 끌고 가고, 그 뒤를 테리사가 한 경찰관과 함께 쫓는다.
드디어 얼굴을 전면에 드러낸 코델은 테리사와 같이 온 경찰관을 죽이고 잭과 테리사를 때리다가 경찰 지원 인력이 도착한 소리에 승합차를 타고 도망친다. 잭이 운전석 문에 매달려 끈질기게 방해한 통에 코델은 공중에 매달린 파이프를 향해 질주하게 되어 파이프가 몸에 박힌 채 승합차와 함께 강으로 떨어진다. 비어있는 차체가 끌어올려진 가운데 코델의 손이 은밀히 수면 위로 올라온다.
확장판 결말
시장은 코델이 사망한 것으로 추정되자 안심하고 축배를 든다. 하지만 커튼 뒤에 숨어있던 코델이 모습을 드러내고 시장의 비명과 함께 영화가 끝이 난다.

## 출연
- 브루스 캠벨 - 잭 W. 포러스트 주니어 경관 역
- 톰 앳킨스 - 프랭크 매크레이 경위 역
- 로린 랜던 - 테리사 맬러리 경관 역
- 로버트 즈다 - 매슈 "맷" 코델 경관 / 미치광이 경찰 역
- 리처드 라운트리 - 경찰국장 파이크 역
- 윌리엄 스미스 - 지서장 리플리 역
- 켄 러너 - 제리 킬리엄 시장 역
- 빅토리아 캐틀린 - 엘런 포러스트 역
- 셔리 노스 - 샐리 놀런드 경관 역
- 로키 조대니 - 파울러 경관 역
- 니나 아버슨 - 리지나 셰퍼드 역
- 윌리엄 러스티그 - 모텔 매니저 역 (크레이트 미기재)
- 샘 레이미 - 성 패트릭의 날 행렬을 취재 중인 텔레비전 기자 역 (크레이트 미기재)

## 기타 제작진
- 배역: 지노 헤이븐스
- 의상: 도러시 에이머스, 마거릿 섄 젠슨